# Acridoderes arthriticus
Acridoderes arthriticus är en insektsart som först beskrevs av Jean Guillaume Audinet Serville 1838.  Acridoderes arthriticus ingår i släktet Acridoderes och familjen gräshoppor. Inga underarter finns listade i Catalogue of Life.